# Kahnschleuse Gülpe
Die Kahnschleuse Gülpe ist ein Schleusenbauwerk in der Gülper Havel im Westen Brandenburgs. Die Schleuse und Nadelwehr mit Schützenwehr Gülpe der zugehörigen Staustufe liegen in der Gemarkung Gülpe der Gemeinde Havelaue. 
Das Wehr und die Kahnschleuse sind unter der Bezeichnung Nadelwehr mit Schützenwehr und Kahnschleuse der Gülper Havel, bei km 127,620 mit der Objektnummer 09150101 als Baudenkmal des Landes Brandenburg ausgewiesen.

## Beschreibung
Das Nadelwehr nördlich des Ortes Gülpe befindet sich bei Flusskilometer 127,8. Es dient der Wasserstands- und Strömungsgeschwindigkeitsregulierung der Gülper Havel, einem Seitenarm der Havel. Es wurde von 1908 bis 1910 errichtet. Das Wehr hat eine Durchlassbreite von etwa 29 Metern. Insgesamt besteht das Nadelwehr aus 276 Holznadeln. Neben dem Nadelwehr wurde auch ein schmaleres Schützenwehr installiert.
Um Booten und Kähnen eine Durchfahrt durch das Wehr zu ermöglichen, wurde auf seiner Ostseite eine Schleuse errichtet. Diese wird in Selbstbedienung per Hand betrieben. Die Schleusentore sind mit Muskelkraft zu öffnen und zu schließen und die Schieber zum Ein- und Auslassen des Wassers mit einer Kurbel zu bedienen. Die Schleuse hat eine Nutzlänge von 11,90 Metern und eine Durchfahrtsbreite von 1,99 Metern. Östlich der Schleuse wurde eine Fischtreppe angelegt. Die Kahnschleuse und das Nadelwehr Gülpe wurden vom Land Brandenburg für 1,5 Millionen Euro saniert.
Eine zweite Schleusenkammer▼ befindet sich wiederum östlich der Fischtreppe in einem direkt zum Gülper See führenden Schleusengraben. Diese zweite Kahnschleuse ist außer Betrieb gesetzt und die Schleusentore sind abgebaut. Im zur Gülper Havel gelegenen Unterhaupt ist ein Schützenwehr installiert.

## Bilder

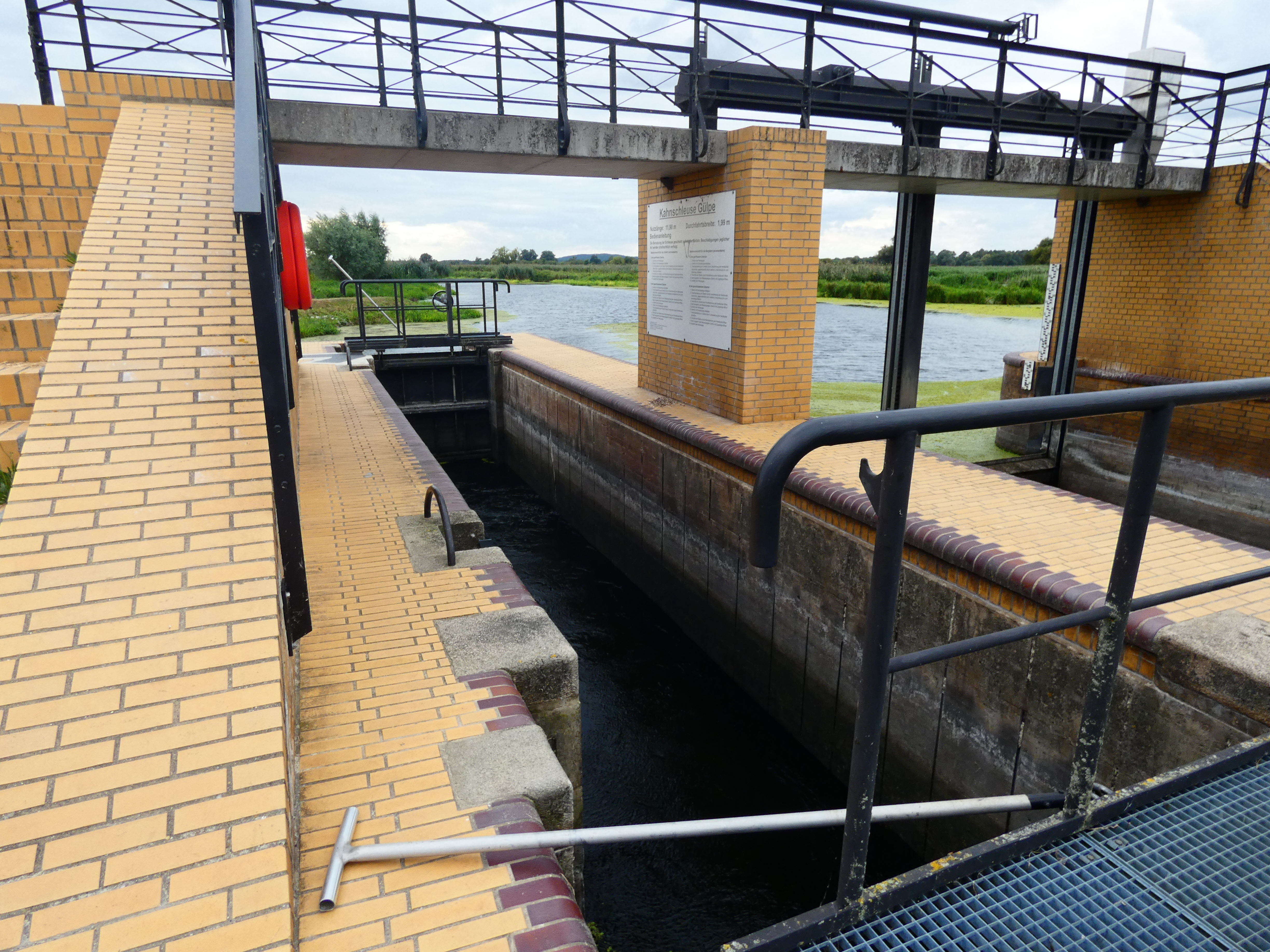
Kahnschleuse Gülpe
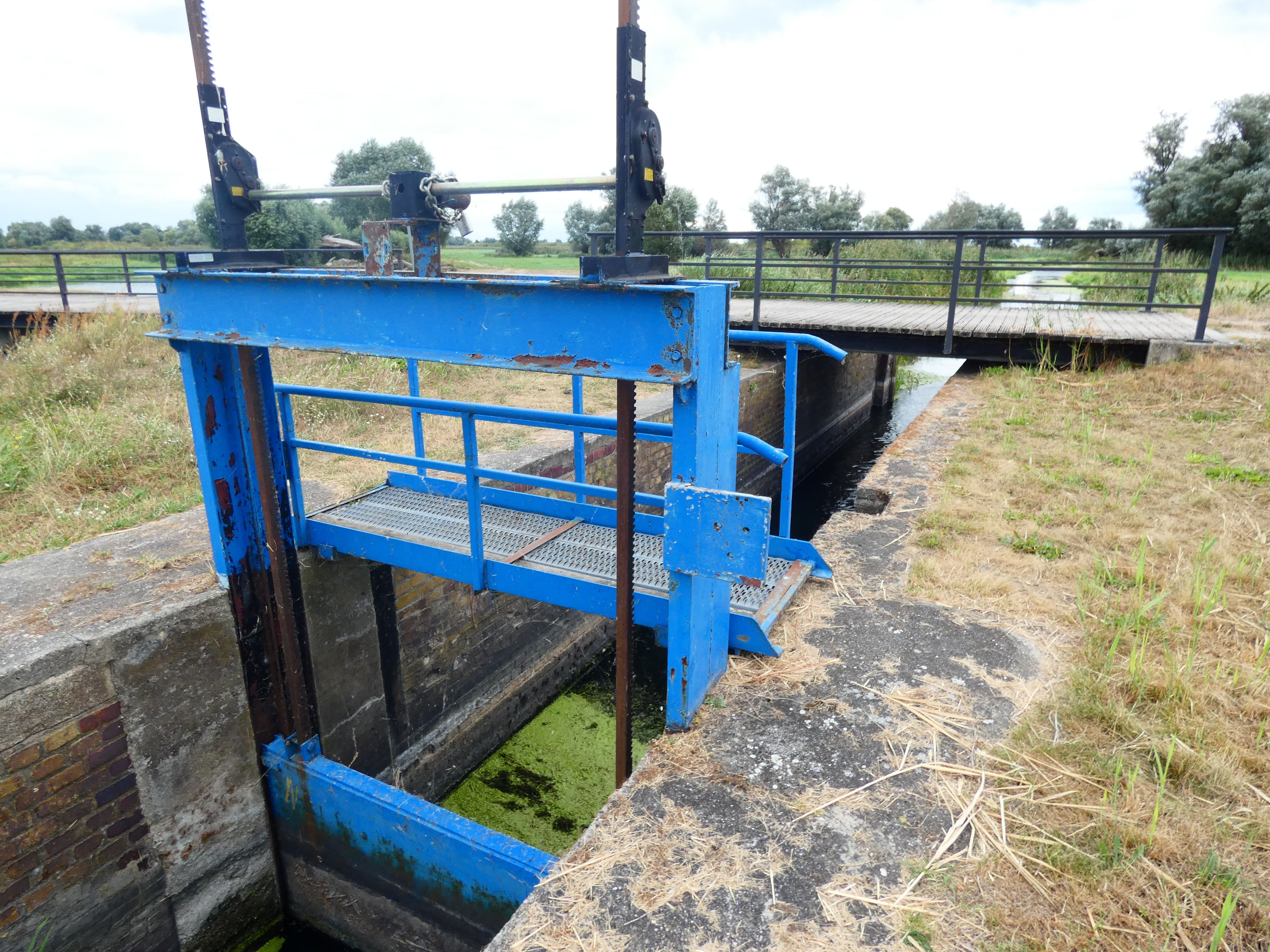
Stillgelegtes zweites Schleusenbecken zum Gülper See